# James Bouknight
James David Bouknight, né le 18 septembre 2000 à Brooklyn dans l'État de New York, est un joueur américain de basket-ball évoluant au poste d'arrière et mesurant 1,92 m.

## Biographie

### Université
Après deux saisons avec les Huskies du Connecticut, il présente officiellement sa candidature pour la draft 2021 le 31 mars 2021.

### NBA
Il est choisi en 11e position par les Hornets de Charlotte lors de la draft 2021 de la NBA. Il est coupé par les Hornets en février 2024.

## Statistiques

### Universitaires
Les statistiques de James Bouknight en matchs universitaires sont les suivantes :
| Saison    | Équipe      | Matchs | Titul. | Min./m | % Tir | % 3pts | % LF | Rbds/m. | Pass/m. | Int/m. | Ctr/m. | Pts/m. |
| --------- | ----------- | ------ | ------ | ------ | ----- | ------ | ---- | ------- | ------- | ------ | ------ | ------ |
| 2019-2020 | Connecticut | 28     | 16     | 25,9   | 46,2  | 34,7   | 82,2 | 4,10    | 1,30    | 0,80   | 0,20   | 13,00  |
| 2020-2021 | Connecticut | 15     | 14     | 31,7   | 44,7  | 29,3   | 77,8 | 5,70    | 1,80    | 1,10   | 0,30   | 18,70  |
| Carrière  | Carrière    | 43     | 30     | 27,9   | 45,6  | 32,0   | 80,2 | 4,70    | 1,50    | 0,90   | 0,20   | 15,00  |

### Professionnelles

#### Saison régulière
| Saison    | Équipe    | Matchs | Titul. | Min./m | % Tir | % 3pts | % LF | Rbds/m. | Pass/m. | Int/m. | Ctr/m. | Pts/m. |
| --------- | --------- | ------ | ------ | ------ | ----- | ------ | ---- | ------- | ------- | ------ | ------ | ------ |
| 2021-2022 | Charlotte | 31     | 0      | 9,8    | 34,8  | 34,7   | 87,1 | 1,70    | 0,80    | 0,20   | 0,00   | 4,60   |
| 2022-2023 | Charlotte | 34     | 0      | 15,1   | 35,8  | 30,3   | 66,7 | 2,10    | 1,20    | 0,40   | 0,10   | 5,60   |
| Carrière  | Carrière  | 65     | 0      | 12,6   | 35,3  | 31,6   | 77,0 | 1,90    | 1,00    | 0,30   | 0,10   | 5,10   |